# Cerrito Colorado, delstaten Mexiko
Cerrito Colorado är en ort i Mexiko, tillhörande kommunen Atlacomulco i den nordvästra delen av delstaten Mexiko, i den centrala delen av landet. Orten hade 458 invånare vid folkräkningen 2010.